# 阿菲福納禽類公園
阿菲福納鳥園（英語：Avifauna Bird Park）是一座位於荷蘭西部萊茵河畔阿爾芬的大型鳥類公園。該公園是世界上第一座專門為鳥類設立的公園。園內擁有大量綠地與池塘，並設有餐廳及兒童遊樂場。

## 歷史

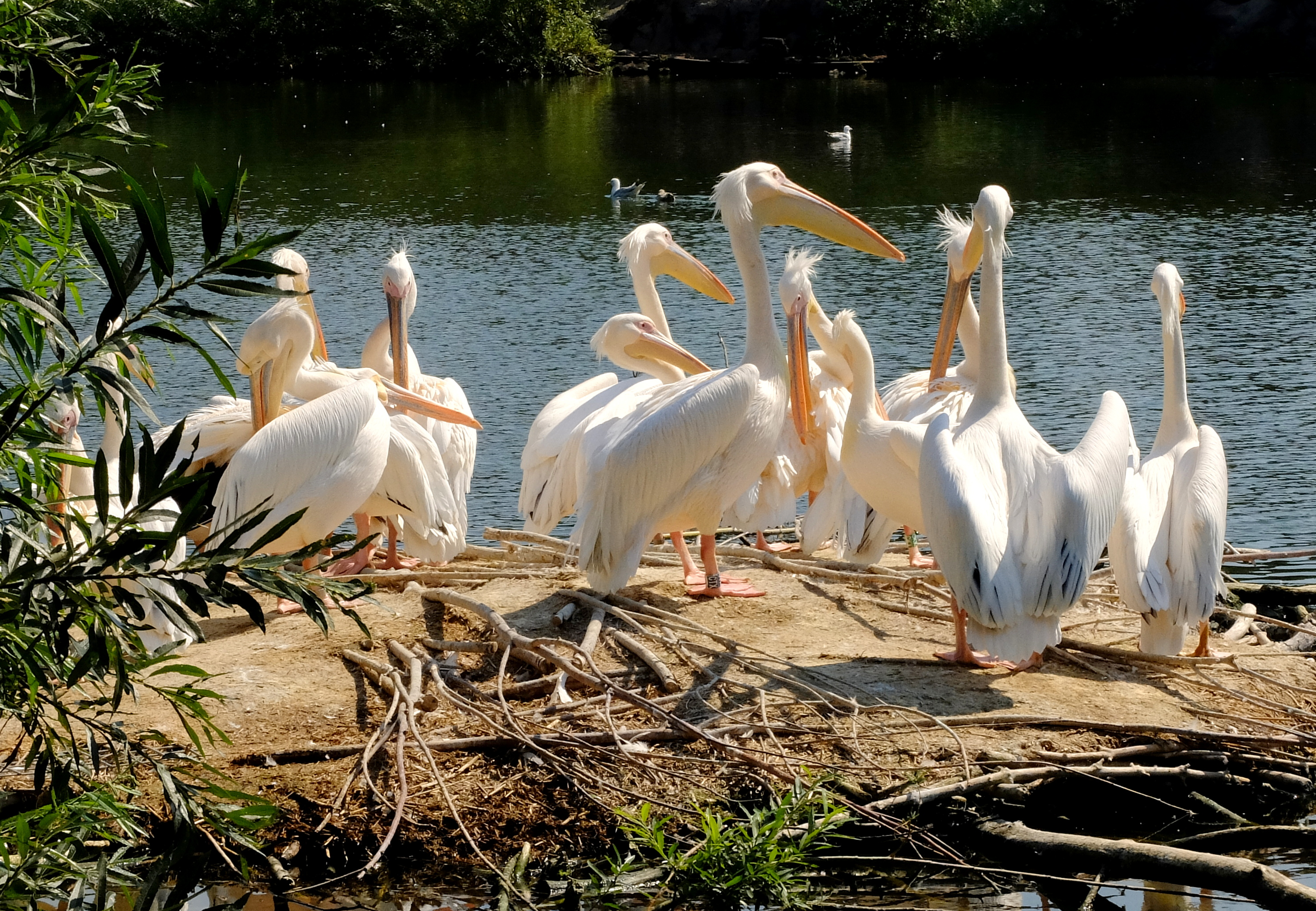
公園內的鵜鶘

該動物園由范登布林克（荷蘭語：Van den Brink）於自家「Ten Rhijn」莊園內創立，並於1950年5月17日開幕，成為世界上首座鳥類公園。巨嘴鳥曾出現在公園開幕時的海報上，並自此成為該園的標誌。巨嘴鳥圖案也被用於范德法克酒店集團（荷蘭語：Van der Valk）及公園邊緣的阿菲福納酒店（荷蘭語：Hotel Avifauna）標誌上。
2005年12月23日晚間，園內發生火災，約二十隻鳥類死亡，馬廄與鄰近的建築物完全被燒毀。新的建築物於2008年完工。

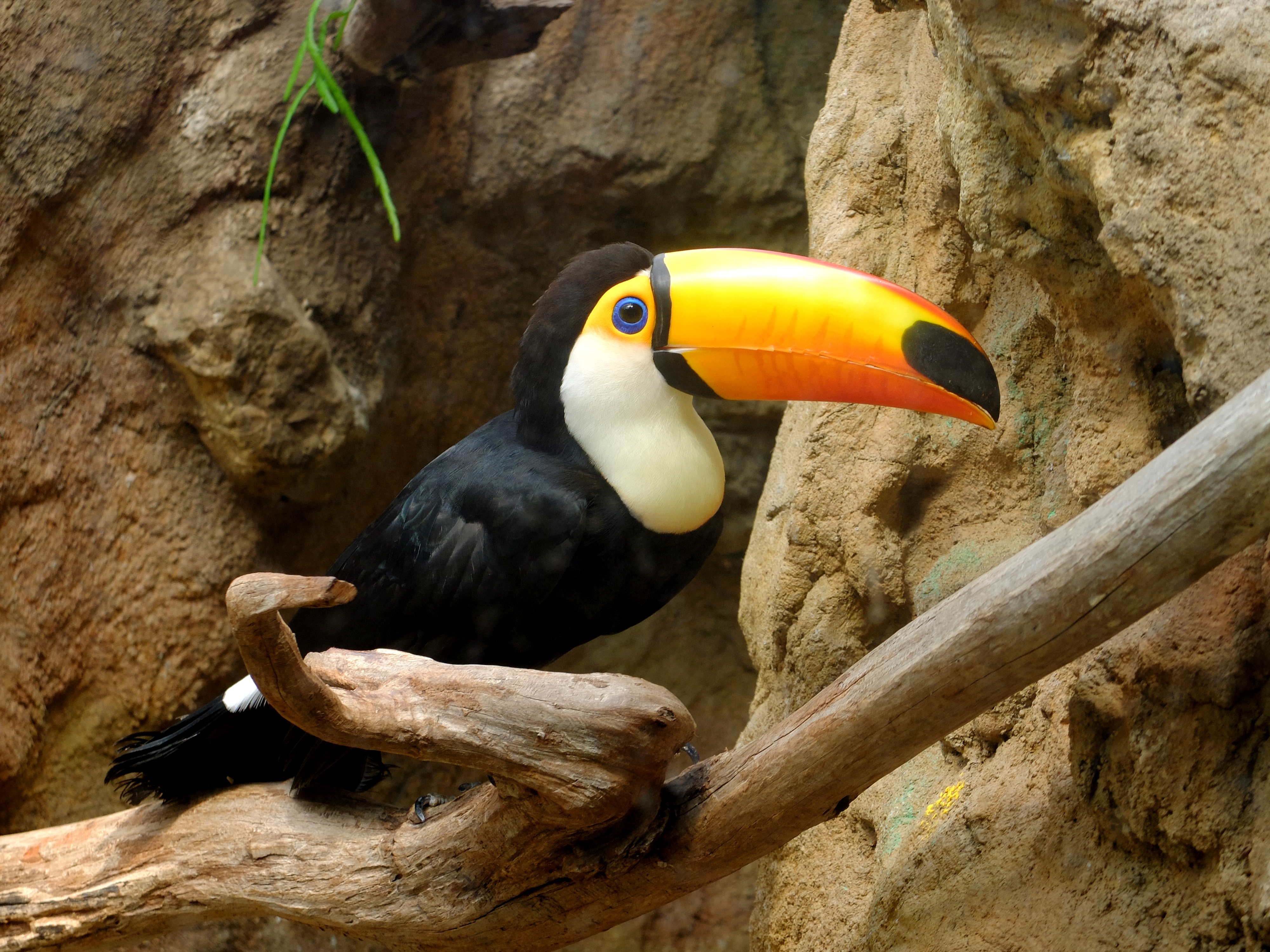
公園內的巨嘴鳥

2013年，阿菲福納禽類公園從范德法克集團獨立，成立為基金會。從此，公園的所有收入均用於園區發展與動物照護。
在此之後，公園持續改善園區環境。2014年，阿菲福納首次引入哺乳類動物，三種原猴（荷蘭語：prosimians）成為園內新住民。由於遊客反應熱烈，2015年公園決定再引入不同種類的哺乳類動物——數隻瀕危的小熊貓，並與不同種類的中國鳥類共同生活。阿菲福納禽類公園成為世界上首個將小熊貓與鳥類共養的動物園。
2016年，公園開闢了新區域——名為Nubose的島嶼，該區域成為動物園內的熱門景點，原猴、各類鳥類及野生天竺鼠共同棲息於此。

## 外部連結
- 维基共享资源上的相關多媒體資源：阿菲福納禽類公園
- 官方網站